# 뮤직홀
뮤직홀(영어: music hall)은 손님들에게 음악을 제공하는 엔터테인먼트 시설이다. 원래 관람석이 있는 오페라 극장 등을 의미했지만, 유럽과 북아메리카에서는 카페 등도 포함되어 현재에 있어서는, 라이브 하우스 등의 대중적인 다목적 홀도 의미하게 되었다. 음악뿐만 아니라, 마술 등이 제공될 수 있다. 한국어로는 음악당으로 번역이 되어, 콘서트홀과 혼동되어 쓰인다.

## 같이 보기
- 라디오 시티 뮤직 홀